# س. إدوين كريد
س. إدوين كريد (بالإنجليزية: C. Edwin Creed)‏ هو مدير فني أمريكي، ولد في 5 مارس 1921 في آشلاند في الولايات المتحدة، وتوفي في 7 سبتمبر 2012 في بالم بيتش غاردنز في الولايات المتحدة.